# Provinz Río Negro
Río Negro ist eine Provinz in der Mitte Argentiniens am nördlichen Rand von Patagonien. Erst seit dem 27. Juli 1955 ist Río Negro eine Provinz, vorher war es ein so genanntes Territorium.

## Geographie
Río Negro ist umgeben von der Provinz Neuquén im Westen, von den Provinzen Mendoza und La Pampa im Norden, von der Provinz Buenos Aires im Nordosten und von der Provinz Chubut im Süden. Außerdem grenzt Río Negro im Westen an Chile und im Südosten an den Atlantik.
Auf dem riesigen Provinzterrain findet man eine Vielzahl von verschiedenen Landschaftsformen. Im Osten und Süden bedeckt das patagonische Schichtstufenland, eine windige Trockensteppe, weite Flächen. Im Norden findet man die vom Klima her gemäßigten Tallandschaften des Río Negro und des Río Colorado. Der feuchtkalte äußerste Südwesten der Provinz gehört zu den südlichen Anden und ist das niederschlagsreichste Gebiet Argentiniens.

## Bevölkerung
Die Provinz ist insgesamt dünn besiedelt, doch im oberen Tal des Rio Negro ballen sich 40 % der Provinzbevölkerung rund um die Städte General Roca (90.000 Einwohner) und Cipolletti (87.000 Einwohner). Größte Einzelstadt ist das Touristenzentrum San Carlos de Bariloche (113.000 Einwohner) in den Südanden, abgeschlagen davon liegt die Provinzhauptstadt Viedma an der Atlantikküste (53.000 Einwohner). Die am schnellsten wachsende Stadt ist die Hafenstadt San Antonio Oeste mit seinem Strandbad Las Grutas (22.000 Einwohner).
Ein Großteil der Provinzbevölkerung (über 55 %) sind zwar Mestizen, doch als eigenständiges Volk sind die Tehuelche, die vor der Wüstenkampagne des Generals Roca (1860–1880) fast das gesamte Provinzterritorium bewohnten, so gut wie verschwunden. Einige Mapuche leben dagegen noch in den Südanden.

## Verwaltungsgliederung
Die Verwaltungsgliederung der Provinz Río Negro wurde in der Provinzverfassung von 1958 festgelegt und 1988 modifiziert. Danach ist die Provinz in 13 Departamentos aufgeteilt. Die Gemeinden sind in zwei Klassen zusammengefasst. Die Gemeinden mit mehr als 2000 Einwohnern heißen Municipios, diejenigen unter 2000 Einwohner Comisiones de Fomento. In Einzelfällen wurden Gemeinden mit einer Einwohnerzahl unter 2000 durch die Verfassungsrevision von 1988 zu Municipios erklärt.

Provinz Río Negro – Verwaltungsgliederung

| Departamento        | Hauptstadt              | Fläche in km² | Einwohner |
| ------------------- | ----------------------- | ------------- | --------- |
| Adolfo Alsina       | Viedma                  | 008.813       | 064.482   |
| Avellaneda          | Choele Choel            | 020.379       | 041.352   |
| Bariloche           | San Carlos de Bariloche | 005.415       | 162.088   |
| Conesa              | General Conesa          | 009.765       | 007.429   |
| El Cuy              | El Cuy                  | 022.475       | 006.960   |
| General Roca        | General Roca            | 014.655       | 380.525   |
| Nueve de Julio      | Sierra Colorada         | 025.597       | 003.719   |
| Ñorquincó           | Ñorquincó               | 008.413       | 001.452   |
| Pichi Mahuida       | Río Colorado            | 015.378       | 016.551   |
| Pilcaniyeu          | Pilcaniyeu              | 010.545       | 009.373   |
| San Antonio         | San Antonio Oeste       | 014.015       | 035.800   |
| Valcheta            | Valcheta                | 020.457       | 004.319   |
| Veinticinco de Mayo | Maquinchao              | 027.106       | 016.718   |

## Wirtschaft
Der größte Wirtschaftszweig ist die Landwirtschaft in den Tälern des Río Negro und des Río Colorado. Industrie findet man fast nur im Hochtal des Río Negro (General Roca, Villa Regina, Cipolletti). Große Bedeutung haben weiterhin die Schafzucht sowie der Tourismus.

## Tourismus

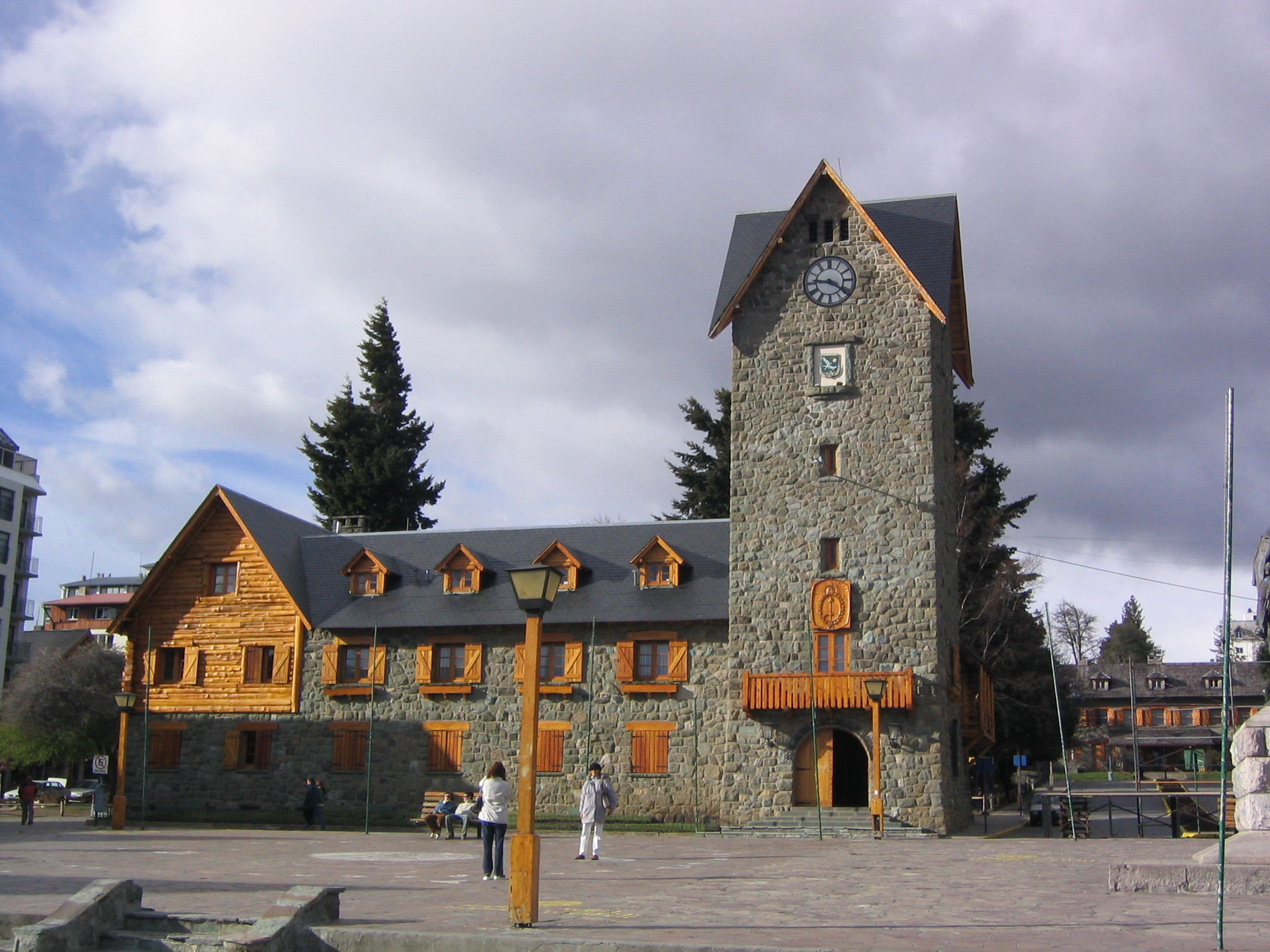
San Carlos de Bariloche

Die Stadt San Carlos de Bariloche am Lago Nahuel Huapi gehört zu den meistbesuchten Touristenzentren des ganzen Landes, und zwar zu jeder Jahreszeit (Wintersportzentrum Cerro Catedral). Das liebliche, grüne und bergige Gebiet rund um Stadt und See wird die „Schweiz Argentiniens“ genannt, was sich in zahlreichen Bauwerken in Bariloche bemerkbar macht. Südlich von Bariloche liegt die berühmte Hippie-Kolonie El Bolsón.
Zweitgrößtes Touristenzentrum der Provinz ist die Atlantikküste mit den beliebten Badeorten Las Grutas, El Cóndor und Playas Doradas.